# Elektronkový počítač

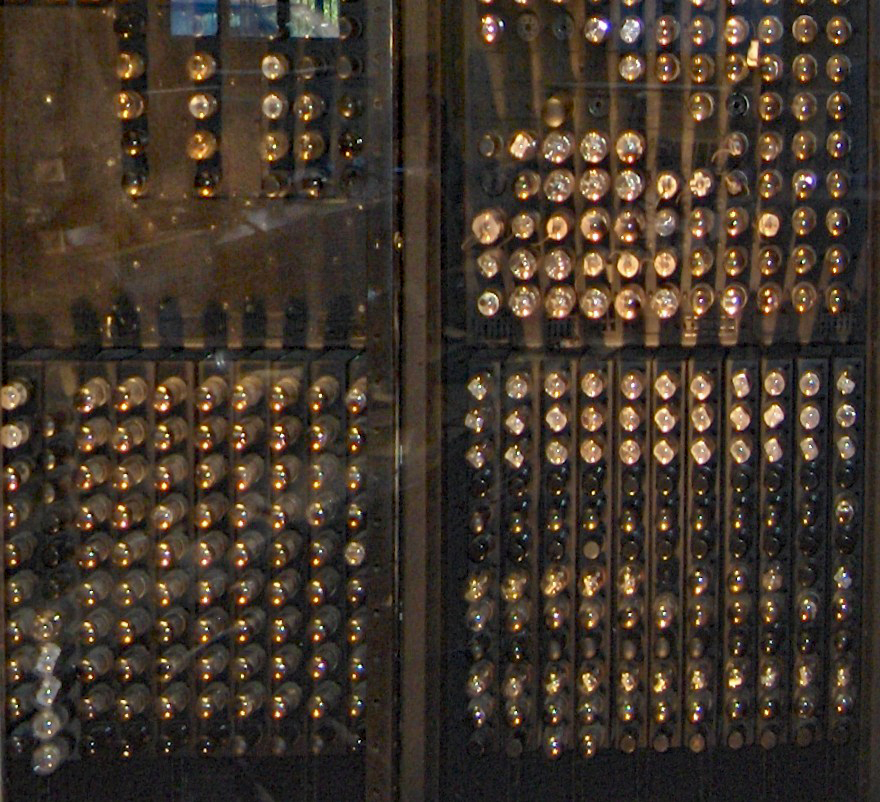
Panel počítače ENIAC. Tento počítač obsahoval až 18 tisíc elektronek.

Elektronkový počítač, dnes označovaný jako počítač první generace, je typ počítače, který používá elektronky pro logické obvody. Jde o první elektronické počítače, které nahradily elektro-mechanické počítače využívající relé.
Možnost využití elektronek k přenosů pulzů jako první popsali Eccles a Jordan v roce 1918. Za první elektronkový počítač je považován Atanasoff-Berry, jehož prototyp byl poprvé předveden v roce 1939.
Elektronkové počítače nahradily od padesátých letech počítače druhé generace s tranzistory, vyráběly se však ještě v šedesátých letech 20. století. Tyto počítače byly většinou každý originální a dnes jsou uchovávány v muzeích.